# Le Daviaud
Pour les articles homonymes, voir Daviaud.
L’écomusée du Marais vendéen, appelé officiellement « Le Daviaud », est un écomusée français créé en 1982 à La Barre-de-Monts.
L’écomusée du Marais vendéen est un site conçu pour faire découvrir le patrimoine naturel et historique local. Ce musée de plein air s’étend sur 75 hectares d’espaces naturels. Il permet de découvrir l’histoire de ce territoire gagné sur la mer, offrant un aperçu des savoir-faire maraîchins, de la faune et de la flore locale ou encore de l’architecture en Marais breton-vendéen.

## Présentation
Le parcours se compose de 7 espaces, dédiés au fonctionnement du marais et à son histoire. La galerie « Le Marais et les hommes » rassemble des témoignages de ses habitants. Un cheminement extérieur la complète, et met en évidence la faune et la flore de ce milieu. 
Entre avril et septembre, des animations autour des métiers et des techniques traditionnelles du marais sont présentées le parcours extérieur. 